# 醜聞
醜聞，一般又叫负面新闻。是因涉嫌罪惡、不名譽、或不道德等行為而使輿論大譁或激起公憤的事件。醜聞的指控內容可能是真實的，也可能是虛假的，或者真假參半。
一些醜聞是由得知內情的人揭发，而虛假的醜聞指控則會引起對無辜人捕風捉影的無端迫害。有的時候，試圖掩飾醜聞反而會在這種掩蓋行為暴露後激起更大的醜聞。通常的醜聞有以下幾類：
- 政治醜聞：某些人通过政治手段对另一个人进行诬陷或迫害，一般情况下都是事后才被揭发。
- 性醜聞：指公众人士（主要是政府人员）公然违反法律及道德行为，例如偷情、性侵犯、召妓。
- 學術醜聞：指学术上的造假，并欺骗公众。
- 體育醜聞：指体育界的黑箱动作，以及比赛前后某些运动员或相关人员造假或作弊。
- 軍事醜聞：部隊內對士兵或戰俘的不當對待，或者是作戰指揮時發生的重大疏失。
- 商業醜聞/公司醜聞：著名例子如一个马来西亚发展有限公司丑闻。
- 宗教醜聞
- 新聞醜聞：指新聞台內部或國家政府的施政行為违反法律及道德，例如收賄、酬庸、假新聞。